# Привокзальная площадь (Новокузнецк)
Привокза́льная пло́щадь — одна из главных площадей Новокузнецка Кемеровской области, «ворота» города. На площади расположены железнодорожный вокзал с отдельным пригородным железнодорожным вокзалом и автовокзал.

## История
Строительство площади началось вместе со строительством нового железнодорожного вокзала станции «Новокузнецк» в 1962 году. В 1968 году было введено в эксплуатацию здание Новокузнецкого автовокзала.
В рамках благоустройства площади, а также планируемой реконструкции железнодорожного вокзала, в 2011 году с площади были вынесены все торговые киоски и павильоны.
В 2011—2013 годы железнодорожный вокзал находился на реконструкции. По приближению к окончанию реконструкции вокзала подверглась изменению площадь. За счёт бывшего здесь сквера, который в 2000-е годы превратился в торговую точку, была организована автостоянка и существенно расширено пространство для общественного транспорта — теперь здесь полноценная автобусная станция, маршруты сгруппированы по 2-3, у каждого отдельное посадочное место, обозначенное знаком. Из-за того, что вторую половину освободившегося пространства площади занимает автостоянка — изменилась схема движения по площади. Теперь местом разворота для дальнейшего движения по проспектам служит пересечение ул. Транспортной с выездом из автовокзала (раньше попасть на пр. Бардина можно было сразу с площади, на Курако и Металлургов — с кольца в западной части площади — теперь оба выезда ликвидированы). Схема движения электротранспорта по площади не изменилась.
В 2016 году отменили трамвай на Курако, а 21 сентября 2019 года трамвай на Металлургов.
В 2023 году началось строительство разворотного трамвайного кольца на площади. 1 июня 2023 года на Привокзальную площадь вернулись трамваи.

## Архитектурные особенности
От площади расходятся три проспекта — Бардина, Курако и Металлургов, визуально напоминающие трезубец, а также Транспортная улица. Фасады жилых домов, выходящих на площадь отделаны декоративным камнем и плиткой. Административное здание по адресу Транспортная ул., д. 2 в 2012 году было отремонтировано. Ремонту подвергся и Новокузнецкий автовокзал. Между пригорородным и железнодорожным вокзалом расположен надземный переход ведущий в завокзальную часть Куйбышевского района). Имеется 16 остановочных павильонов.
На фасадах домов, выходящих на площадь до 1990-х годов были написаны слова стихотворения Маяковского:
Я знаю — город будет,

Я знаю — саду цвесть,

Когда такие люди

В стране в советской есть!
С июня 2017 строки стихотворения были восстановлены.

## Общественный транспорт
Автобус: 5, 7, 22, 25*, 27, 50, 51, 53, 54, 56, 59, 60, 63, 66, 70, 70*, 80, 81, 86, 160, 345.
Троллейбус: 1, 1а, 2, 2*, 7.
Трамвай: 5, 6, 8.
Пригородные автобусы: 102, 103, 103а, 104, 104с, 105, 105к, 106, 107, 107с, 108, 110, 120, 122, 151, 151д, 152, 153, 154, 155, 156, 158, 159, 161, 162, 164, 165с, 166, 168, 169, 170, 171, 176, 178, 350.